# وانغ تشن (لاعبة كرة الريشة)
وانغ تشن (بالصينية: 王晨) هي لاعبة كرة الريشة صينية، ولدت في 21 يونيو 1976 في شانغهاي في الصين.

## وصلات خارجية
- وانغ تشن على موقع BWF.tournamentsoftware.com (الإنجليزية)
- وانغ تشن على موقع BWFbadminton.com (الإنجليزية)
- وانغ تشن على موقع اللجنة الأولمبية الدولية (الإنجليزية)
- وانغ تشن على موقع أوليمبيديا (الإنجليزية)
- وانغ تشن على موقع اللجنة الأولمبية الصينية (الإنجليزية)